# 三河三奉行
三河三奉行（みかわさんぶぎょう）は、徳川家康の三河時代に奉行として活躍した戦国武将。岡崎三奉行とも呼ばれる。
永禄8年（1565年）3月7日、家康は天野康景、高力清長、本多重次の三人を三河の三奉行として、民政・訴訟等を担当させた。
その頃「仏高力、鬼作左、どちへんなきは天野三兵」という俗謡が流行したとされ、これは三人の働きぶりを目の当たりにした領民からの揶揄も込められていたとされている。
このように三人三様、それぞれ性格が異なる持ち主であるのを抜擢し、個性に応じて適材適所に配置した家康の人事面での眼力が評価される。
門閥血族による族党政治を脱出して、新しい政治形態に踏み込んだ職制であると評価されている。
ただし、内訳については異説があり、天野康景・高力清長・植村正勝とも（『寛政譜』植村家・高力家などより）。
本多隆成は、三河三奉行の史料的根拠が諸種の家譜類や後世の編纂物であり、そもそも三奉行という呼称自体が便宜的で奉行職の内容を何ら示すものではなく、確たる職制に位置づけられるようなものではないことから、
三河三奉行は制度的にも実態的にも存在しなかったとしている。

## 参考論文
- 三浦俊明「三河三奉行について―本多作左衛門を中心として―」（高柳光寿博士頌寿記念会編『戦乱と人物』吉川弘文館、1968年）
- 宮本義己「三河三奉行の実像に迫る」（『歴史読本』52巻3号、2007年）